# Hasan Ali Adıgüzel
Hasan Adigüzel (sinh 3 tháng 4 năm 2000) là một cầu thủ bóng đá Thổ Nhĩ Kỳ thi đấu ở vị trí tiền vệ cho Akhisar Belediyespor.